# Pilosocereus kanukuensis
Pilosocereus kanukuensis là một loài thực vật có hoa trong họ Cactaceae. Loài này được (Alexander) Leuenb. miêu tả khoa học đầu tiên năm 1987.